# Union des États d'Afrique centrale
L’Union des États d'Afrique centrale (UEAC) était une union économique créée le 2 avril 1968, à l'initiative du maréchal Mobutu Sese Seko, alors président de la République démocratique du Congo (Congo-Kinshasa).

## Historique
Désireux de créer une structure transnationale, les « États-Unis d'Afrique centrale », qui regrouperait les États de la région, le maréchal Mobutu sollicite le Tchad, le Gabon, la République centrafricaine, la République du Congo (Congo-Brazzaville), le Rwanda et le Burundi. 
En avril 1968, la charte de l'organisation est signée à Fort-Lamy, la capitale tchadienne. Mais la plupart des pays sollicités, se méfiant du projet qu'ils jugent non viable, ne répondent pas à l'appel. Finalement, l'UEAC ne compte comme membres que la République démocratique du Congo (rebaptisée plus tard Zaïre et redevenu RDC aujourd'hui après la fin du régime de Mobutu), le Tchad et la République centrafricaine.
En 1981, l'UEAC disparaît à la suite du retrait de la République centrafricaine et du Tchad, sans avoir eu de réalisations tangibles à son actif.